# Barracudasaurus maotaiensis
Il barracudasauro (Barracudasaurus maotaiensis) è un rettile marino appartenente agli ittiosauri, vissuto nel Triassico medio (Anisico, circa 230 milioni di anni fa). I suoi resti fossili sono stati ritrovati in Cina.

## Descrizione
Il corpo di questo animale, lungo poco più di un metro, era molto simile a quello degli altri ittiosauri primitivi come Mixosaurus e Contectopalatus. Il corpo era piuttosto snello, e gli arti erano trasformati in pinne. Il cranio era decisamente allungato, ed era dotato di una dentatura robusta e con denti posteriori arrotondati, molto più larghi di quelli anteriori appuntiti. È possibile che la mandibola sporgesse leggermente in avanti, rispetto alla mascella (da qui il nome Barracudasaurus).

## Classificazione
Inizialmente considerato una specie di Mixosaurus, questo animale è stato in seguito riclassificato come un genere a parte, chiaramente appartenente ai mixosauridi. Barracudasaurus sembra essere stato un ittiosauro primitivo, le cui parentele devono essere cercate in quel gruppo di generi comprendenti Mixosaurus, Contectopalatus e Phalarodon. Caratteristiche craniche e delle pinne anteriori, però, caratterizzano questa forma come un genere a parte; la presenza di Barracudasaurus nel Triassico medio della Cina suggerisce che i mixosauridi potrebbero essersi originati nella zona orientale dell'antico oceano Tetide, anziché in quella occidentale (Europa) come precedentemente ritenuto.